# Despotatul Moreei
Despotatul Moreei, Despotatul Moreea (în greacă: Δεσποτᾶτον τοῦ Μορέως) sau Despotatul Mystras (în greacă: Δεσποτᾶτον τοῦ Μυστρᾶ) a fost o provincie a Imperiului Bizantin care a existat între mijlocul secolului al XIV-lea și mijlocul secolului al XV-lea. Teritoriul său a variat ca mărime de-a lungul existenței sale, ajungând în cele din urmă să cuprindă aproape tot sudul peninsulei grecești cunoscută acum sub numele de Peloponez, zonă cunoscută sub numele de Moreea în perioada medievală și timpurie modernă. Teritoriul a fost de regulă condus de unul sau mai mulți fii ai împăratului bizantin în funcție, cărora li s-a dat titlul de despoți (în acest context a nu se confunda cu despotismul). Capitala sa a fost orașul fortificat Mystras, lângă antica Sparta, care a devenit un important centru al Renașterii pe vremea Paleologilor. 
Teritoriul cedat în 1262 de Guillaume de Villehardouin în schimbul eliberării sale după Bătălia din Pelagonia, a devenit un punct de sprijin al bizantinilor care va fi extins treptat și va deveni în secolul următor Despotatul Moreei, în timpul împăratului Ioan al VI-lea Cantacuzino. Fiind ultima rămășiță a Imperiului Roman de Răsărit, ocuparea otomană a Despotatului Moreei în 1460 a dus la încetarea existenței Imperiului Bizantin: garnizoana bizantină din Castelul Salmeniko (lângă Patras, în nord-vestul Moreei) a fost cea care s-a predat ultima, în iulie 1461.

## Istorie
Despotatul Moreea a fost creat pe baza teritoriului confiscat de la principatul Ahaia care a fost condus de franci. Acest stat a fost creat de latini din fostul teritoriu bizantin după cruciada a patra (1204). În 1259, domnitorul Principatului William al II-lea de Villehardouin (în franceză: Guillaume de Villehardouin) a pierdut bătălia de la Pelagonia împotriva împăratului bizantin Mihail al VIII-lea Paleologul și a fost luat prizonier împreună cu restul nobililor franci care nu au fost uciși în luptă. În schimbul libertății sale, William a fost de acord să predea o serie de cetăți din partea de sud-est a peninsulei Moreea. El a jurat, de asemenea, un jurământ de loialitate față de Mihail, devenind vasalul său și a fost onorat ca naș al unuia dintre fiii lui Mihail, de asemenea a primind titlul și funcția de megas domestikos. La începutul anului 1262, William a fost eliberat, iar forturile din Monemvasia și Mistras, precum și districtul Mani, au fost predate bizantinilor.
Cu toate acestea, acordul a fost de scurtă durată: înființarea unei mici provincii în Moreea a fost pentru Paleologi doar primul pas pentru recuperarea întregii peninsule, iar William a fost, de asemenea, implicat în eforturile latine de a contracara împăratul și de a recâștiga Constantinopolul. Sebastokratorul Constantin Paleologul, fratele vitreg al împăratului bizantin Mihail al VIII-lea Paleologul, a atacat fără succes de două ori Principatul Ahaia: Bătălia de la Prinitza în 1263 și Bătălia de la Makryplagi din anul următor. Prima luptă a fost pierdută datorită încrederii prea mari a armatei bizantine (după Bătălia de la Pelagonia) care a fost atacată surprinzător de o forță mai mică latină condusă de Ioan de Katavas. În Cronica din Moreea un trimis al lui Mihail Paleologul îi reproșează comandantului bizantin, Constantin Paleologul, că a neglijat lecțiile Bătăliei de la Pelagonia și s-a confruntat direct cu francii în loc să folosească vreo stratagemă și să tragă cu arcașii în caii lor. În a doua luptă, de la Makryplagi, mercenarii turci din tabăra bizantină, care s-au plâns de neplata salariilor, au dezertat la ahei. William al II-lea a atacat apoi bizantinii slăbiți și a obținut o nouă victorie majoră. Cele două bătălii de la Prinitza și Makryplagi au pus astfel capăt eforturilor lui Mihail Paleologul de recuperare a întregii peninsule Moreea și au asigurat stăpânirea latină în Moreea timp de peste o generație.
Un împărat bizantin ulterior, Ioan al VI-lea Cantacuzino, a reorganizat teritoriul în 1349 pentru a-l stabili ca un apanaj pentru fiul său, despotul Manuel Cantacuzino. În cea mai mare parte a domniei sale, Manuel a menținut relații pașnice cu vecinii săi latini și a asigurat o perioadă lungă de prosperitate pentru regiune. Cooperarea greco-latină a inclus o alianță pentru a cuprinde raidurile lui Murad I în Morea în anii 1360. Versiunea aragoneză a Cronicii din Moreea afirmă că, în alianță cu Gautier de Lor, venețienii și Ordinul Ospitalierilor, el a obținut o victorie navală asupra unei flote turcești în largul Megarei, dând foc la 35 dintre navele inamice; supraviețuitorii au fugit apoi la Roger de Lluria la Teba.
Dinastia rivală Paleolog a pus mâna pe Moreea după moartea lui Manuel în 1380. Astfel, cu mai mulți ani în urmă, după ce l-a închis pe Matei Cantacuzino mai întâi pe Tenedos, apoi pe Lesbos sub ochiul atent al lui Francesco I Gattilusio, Ioan al V-lea Paleologul l-a forțat să renunțe la titlul imperial, apoi Ioan l-a eliberat apoi pentru a-l trimite în Moreea, unde s-a alăturat fratelui său Manuel, care conducea acolo (în 1361). După moartea fratelui său în 1380, Matei Asan Cantacuzino a guvernat Moreea până la numirea noului guvernator Teodor I Paleologul, în 1381, și sosirea sa în 1382. Înaintea tranziției depline a puterii în Moreea, de la familia Cantacuzino la cea a Paleologilor, Matei a dat puterea în Moreea fiului său Demetrios I Cantacuzino. Teodor I Paleologul (cel mai tânăr fiu supraviețuitor al împăratului bizantin Ioan al V-lea Paleologul și al soției sale Elena Cantacuzino) a devenit despot în 1383 (la scurt timp după revenirea la putere a tatălui său). Spre deosebire de fratele său mai mare Manuel al II-lea, Teodor a refuzat să se supună lui Baiazid I și a continuat să lupte. Când nu a mai putut împiedica Mystras și Corint să cadă sub controlul otoman, a oferit în schimb ambele orașe (Corint în 1397, Mystras în 1400) Cavalerilor Ospitalieri din Rodos. Acest lucru le-a asigurat rezistența lor continuă față de otomani chiar și atunci când nu se aflau sub propriul său control. În cele din urmă metodele sale s-au dovedit a avea succes. Baiazid I a declarat Peloponezul o provincie otomană, dar nu a reușit să-și stabilească pe deplin controlul înainte de a renunța la campanie și de a se întoarce în capitala sa din Edirne. Teodor a reușit curând să-și restabilească controlul în Moreea și majoritatea cuceririlor sale anterioare. Cavalerii ospitalieri i-au înapoit Mystras și Corintul în 1404, când forțele lor nu mai erau necesare pentru a securiza zona. În 1400, Baiazid I și-a îndreptat atenția spre Constantinopol și a asediat orașul. Manuel al II-lea a reușit să scape din capitala sa împreună cu majoritatea familiei imperiale. El și-a propus personal să caute ajutor de la forțele Europei de Vest și, între timp, și-a lăsat familia sub protecția lui Teodor. Acesta și-a dus rudele în siguranță în noua sa capitală de provincie din Monemvasia. Teodor a domnit până în 1407, consolidând stăpânirea bizantină și ajungând la un acord cu vecinii săi mai puternici - în special cu Imperiul Otoman expansionist, a cărui suzeranitate a recunoscut-o formal. De asemenea, el a căutat să revigoreze economia locală chemând albanezii să se stabilească pe teritoriu.

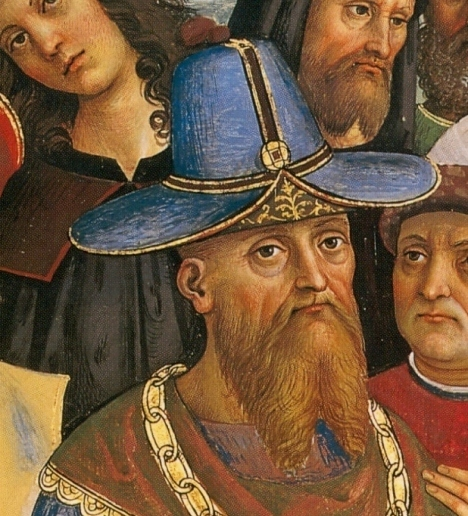
Despotul Toma Paleologul

Următorii despoți au fost fiii împăratului Manuel al II-lea Paleologul, care era fratele despotului Teodor I Paleologul: Teodor al II-lea, Constantin, Demetrios și Toma. Pe măsură ce puterea latină din Peloponez a scăzut în secolul al XV-lea, Despotatul Moreea s-a extins pentru a încorpora întreaga peninsulă în 1430, teritoriul fiind dobândit prin așezările primite ca zestre și cucerirea orașului Patras de către Constantin. Cu toate acestea, în 1446 sultanul otoman Murad al II-lea a distrus apărarea bizantină - zidul Hexamilion din istmul din Corint. Atacul său a deschis peninsula invaziei, deși Murad a murit înainte să poată exploata acest lucru. Succesorul său Mahomed al II-lea „Cuceritorul” a cucerit capitala bizantină Constantinopol în 1453. Despoții, Demetrios Paleologul și Toma Paleologul, frații ultimului împărat, nu au reușit să-i trimită niciun ajutor, deoarece Moreea se recupera după un recent atac otoman. Propria lor incompetență a dus la o revoltă albanezo-greacă împotriva lor, în timpul căreia au chemat trupele otomane să-i ajute să înăbușe revolta. În acest moment, un număr de influenți greci și albanezi din Moreea au făcut pace privată cu Mahomed. După mai mulți ani de conducere incompetentă a despoților, eșecul lor de a-și plăti tributul anual sultanului și, în cele din urmă, propria răscoală împotriva stăpânirii otomane, Mahomed a intrat în Moreea în mai 1460. Demetrios a ajuns prizonier al otomanilor și  tânărul său frate Toma a fugit. Până la sfârșitul verii, otomanii obținuseră supunerea practic a tuturor orașelor aflate în stăpânirea grecilor.
Câteva obstacole au rămas pentru o vreme în fața otomanilor. Peninsula stâncoasă Monemvasia a refuzat să se predea și a fost condusă mai întâi pentru o scurtă perioadă de timp de un corsar catalan. Când populația l-a alungat, au obținut consimțământul lui Toma să se supună protecției Papei înainte de sfârșitul anului 1460. Peninsula Mani din capătul sudic al Moreei a rezistat sub apărarea unei coaliții a clanurilor locale, iar acea zonă a ajuns apoi sub stăpânirea Veneției. Ultimul obstacol a fost Castelul Salmeniko, lângă Patras, în nord-vestul Moreei. Graitzas Paleologul era comandantul militar acolo, staționat la Castelul Salmeniko (cunoscut și sub numele de Castelul Orgia sau Oria). În timp ce orașul s-a predat în cele din urmă, Graitzas și garnizoana sa și unii locuitori ai orașului au rezistat în castel până în iulie 1461, când au scăpat și au ajuns pe teritoriul venețian. Astfel s-a încheiat existența Imperiului Bizantin.
După 1461, singurele teritorii care nu erau otomane din Moreea erau cele deținute de Republica Venețiană: orașele portuare Modon și Koroni la capătul sudic al Moreei, Argolid cu Argos și portul Nafplion. Monemvasia s-a predat ulterior Veneției la începutul războiului otoman-venețian din 1463–1479.

## Despoți bizantini ai Moreei

### Dinastia Cantacuzino(Kantakouzenos, 1349–1383)
| Nume                    | Domnie    | Ca                                          |
| ----------------------- | --------- | ------------------------------------------- |
| Manuel Cantacuzino      | 1349–1380 | Fiul împăratului Ioan al VI-lea Cantacuzino |
| Matei Cantacuzino       | 1380–1383 | Fiul împăratului Ioan al VI-lea Cantacuzino |
| Demetrios I Cantacuzino | 1383      | Fiul lui Matei                              |

### Dinastia Paleolog(Palaiologos, 1383–1460)
| Nume                           | Domnie    | Ca                                                                  |
| ------------------------------ | --------- | ------------------------------------------------------------------- |
| Teodor I Paleologul            | 1383–1407 | Fiul împăratului Ioan al V-lea Paleologul                           |
| Teodor al II-lea Paleologul    | 1407–1443 | Fiul împăratului Manuel al II-lea Paleologul                        |
| Constantin Paleologul          | 1428–1449 | Fiul împăratului Manuel al II-lea Paleologul; împărat din 1449–1453 |
| Toma Paleologul                | 1428–1460 | Fiul împăratului Manuel al II-lea Paleologul                        |
| Demetrios al II-lea Paleologul | 1449–1460 | Fiul împăratului Manuel al II-lea Paleologul                        |

După cucerirea otomană, titlul a continuat să fie folosit de Toma Paleologul și fiul său Andrei în exil;
| Nume              | Domnie    | Ca               |
| ----------------- | --------- | ---------------- |
| Toma Paleologul   | 1460–1465 | Despot 1428–1460 |
| Andrei Paleologul | 1465–1502 | Fiul lui Toma    |

După moartea lui Andrei  în 1502, titlul a fost reclamat de albanezul în exil Constantin Comnen Arianites.